# Warugunung (Bulu)
Warugunung is een bestuurslaag in het regentschap Rembang van de provincie Midden-Java, Indonesië. Warugunung telt 1499 inwoners (volkstelling 2010).